# Raión de Krasni Jolm
El raión de Krasni Jolm (ruso: Краснохо́лмский райо́н) es un distrito administrativo (raión) ruso perteneciente a la óblast de Tver. Su forma de autogobierno local es desde 2020 la de ókrug municipal (Краснохо́лмский муниципальный округ), albergando su territorio un único ayuntamiento con sede en la capital distrital homónima. Se ubica en el noreste de la óblast.
En 2021, el raión tenía una población de 8946 habitantes, de los cuales 4998 vivían en la ciudad de Krasni Jolm. Los otros cuatro mil habitantes se reparten en 206 localidades rurales, de las cuales las más pobladas son Neledino, Jabotskoye, Barbino y Bornitsa, las cuatro con una población de entre doscientos y trescientos cincuenta habitantes cada una.
El raión es limítrofe al este con la vecina óblast de Yaroslavl.